# 中国的纹身
纹身也称刺青，在中国有着悠久的历史，意思是“把墨水涂在皮肤上”。中国古代诸多文献中记载了纹身，如史书、各朝代刑法、志怪小说、笔记，以及《尚书》等早期散文作品。

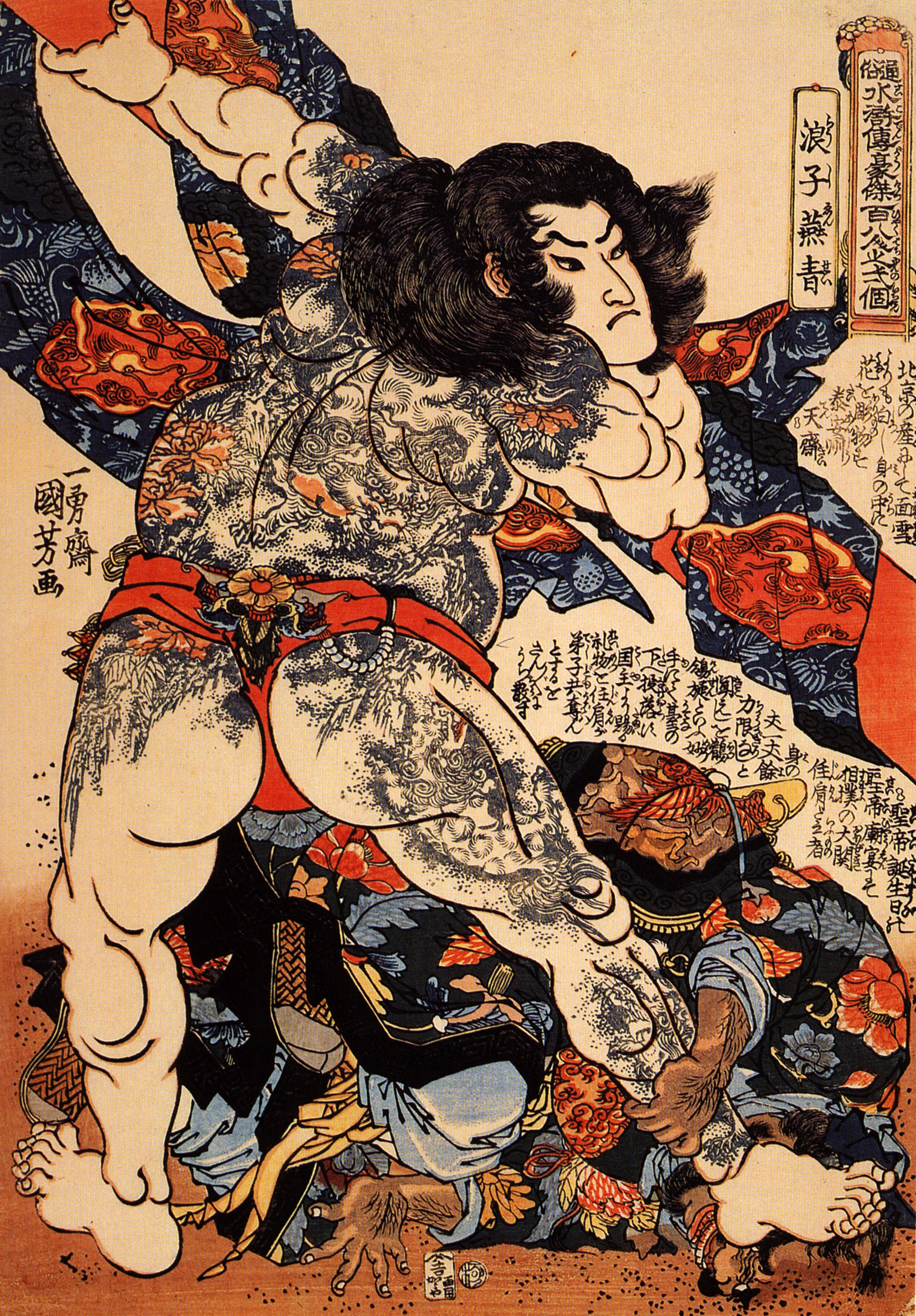
这幅画描绘了一场摔跤比赛，比赛中全身布满纹身的燕青 (Ensei Roshi) 正举起一根沉重的横梁。

## 历史发展

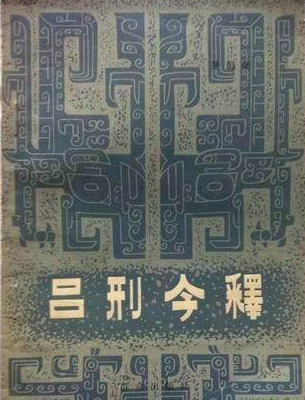
《吕刑》是中国古代的一部记载法律、司法和赎罪制度的司法书籍。

纹身的发展可以自商朝溯源，商朝难民吴太伯和仲雍在吴国建国前曾剪绞发、纹身，以获得长江三角洲的荆蛮人的认可。
汉族的纹身文化在唐代发展到顶峰，但在宋代逐渐被主流社会所遗弃。纹身文化在蒙元时期不被当朝法律所容，转入地下发展。在明朝和满清时期，纹身文化的社会流行度逐渐下降。
《吕刑》是西周的一部记载法律原則、司法系统和赎罪的刑法典。《吕刑》将“纹身”记载为一种惩罚（出自《尚书》）。周穆王命令藩王吕侯制定吕刑。  吕侯列出了“中国古代官员对罪犯使用的五种主要惩罚。 也称为“墨刑”或“入墨”。黥面又称烙脸，给犯人纹脸是秦朝的一种刑法。
中国古代经典文学作品中记载了不同的类型，包括镂身、扎青、点青、雕青等。有时，纹身也是一种警告或者训导，比如岳母刺字的故事。在之后的朝代中，纹身成为了一种个人装饰。比如四大名著之一的《水浒传》中，至少有三个人物描述有纹身：花和尚鲁智深、九纹龙史进和浪子燕青。
新疆的纹身现象见于和田地区洛浦县普拉墓地。曾发现距今2100年左右的纹手。

### 命名的起源
汉字文是一个象形文字，最早见于甲骨文，形似站立的人形，上端为头，下端为伸出的双臂和两腿。
金文中的文字与甲骨文基本相同。小篆的字形省略了胸部的图案。改为隶体之后，字形更为抽象，与现代字相似。
文的早期含义为交织的图案或缠绕的图画。:1,3用作动词时，可以解释为在皮肤上纹上图案，如「文笔匠」和「文身断发；文身断发」。早期来源有《礼记·王制 》：「东方曰夷，被发文身，有不火食者」。
这里的“文”用作动词，指“纹身”。后人添加了部首 纟 （“丝，线”），以区别它所代表的其他词语的含义，写作“纹”。

### 中国“独龙族”文化
独龙族是中国人口较少的少数民族之一，聚居在云南省西北部，位于高黎贡山国家级自然保护区和三江并流世界遗产区内，是云南省人口最少的民族，使用独龙语；原有群婚的家庭习俗现已不存在，崇尚万物有灵论。独龙族少女有纹面习惯，也被称为中国“最后的纹身女性”。。

## 纹身在中国古代的意义
在古代，纹身与多种习俗有关，比如装饰性、象征部落身份、标明社会等级、作为联盟标志等。它是原始文化在符号学与仿生学中的体现,涉及到艺术、心理、民俗、宗教、医学等领域。
清人屈大均在《广东新语·鳞语》中提到的“南海龙王之都会, 古时入水采贝者皆绣身面为龙子, 使龙以为己类, 不吞噬。”就是认为纹身能够给在野外的人们提供保护。《淮南子·齐俗训》中记载的“故胡人弹骨、越人契臂、中国歃血也, 所由各异, 其於信一也。”也显示了纹身作为信约的意义。

## 纹身在现代中国的发展
随着现代城市的发展，城市现代性的增强，社会价值观越来越多元化，纹身不再是黑社会的专利，而以艺术本质逐渐浮现。当今纹身族多以追求潮流、前卫自我的都市年轻人居多，他（她）们在身上纹上情侣的名字、头像以表达爱意、寄托情思，或者纹上喜欢的图案突显个性、偶像崇拜等等。

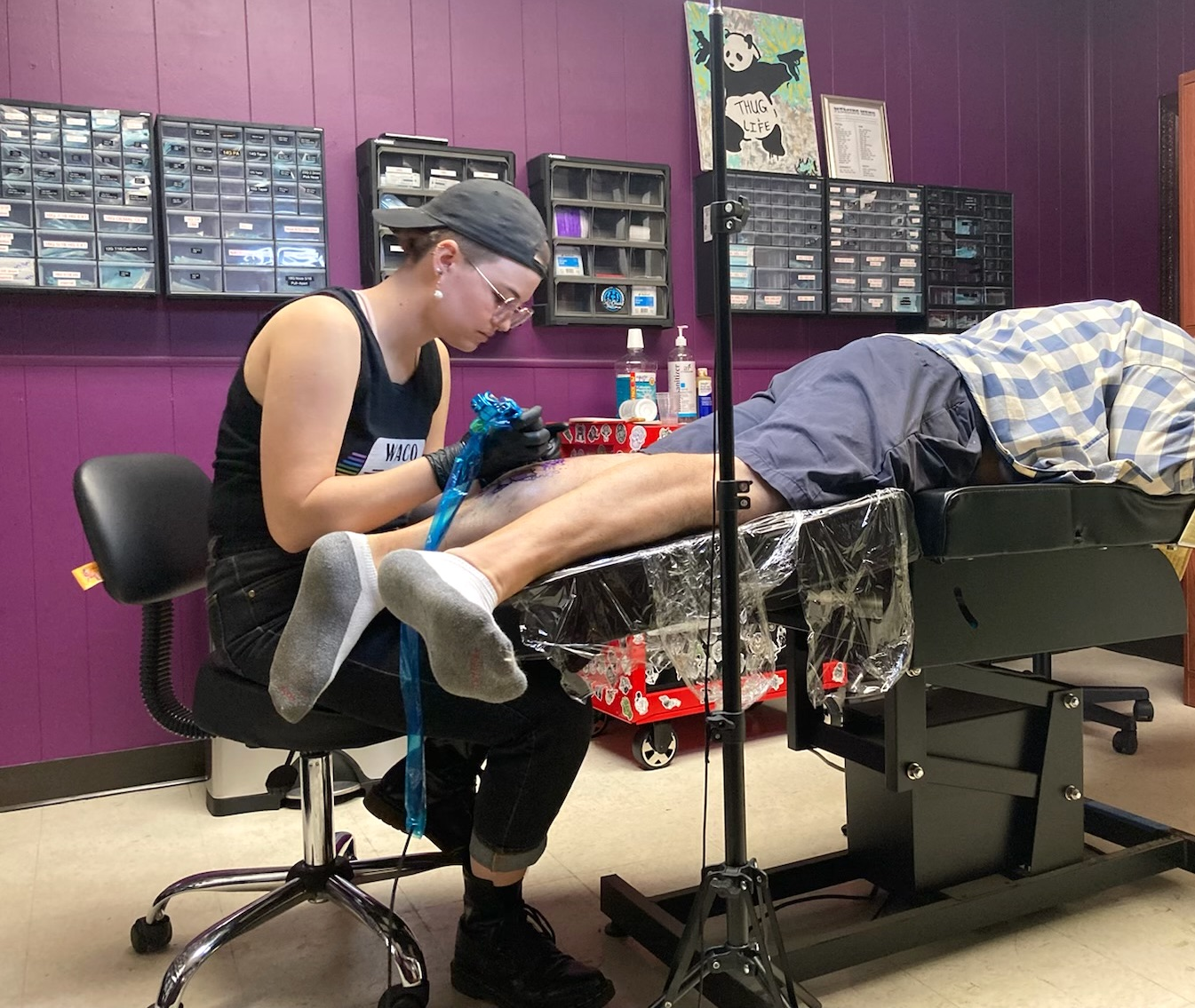
纹身店